# Emin Ähmädov
Emin Ähmädov (azerbajdzjanska: Emin Əhmədov), född den 6 oktober 1986 i Baku, Azerbajdzjanska SSR, Sovjetunionen
, är en azerbajdzjansk brottare.
Ähmädov tog OS-brons i welterviktsbrottning vid de grekisk-romerska OS-brottningstävlingarna 2012 i London. 